# Hornsby (cràter)
Hornsby és un petit cràter d'impacte situat a la part occidental de la Mare Serenitatis, pertanyent a el quadrant nord-est de la cara visible de la Lluna. És una formació solitària que es troba a més de 100 km de qualsevol altre cràter significatiu, encara que la curiosa depressió del cràter Aratus es troba a uns 50 km a l'oest-nord-oest.

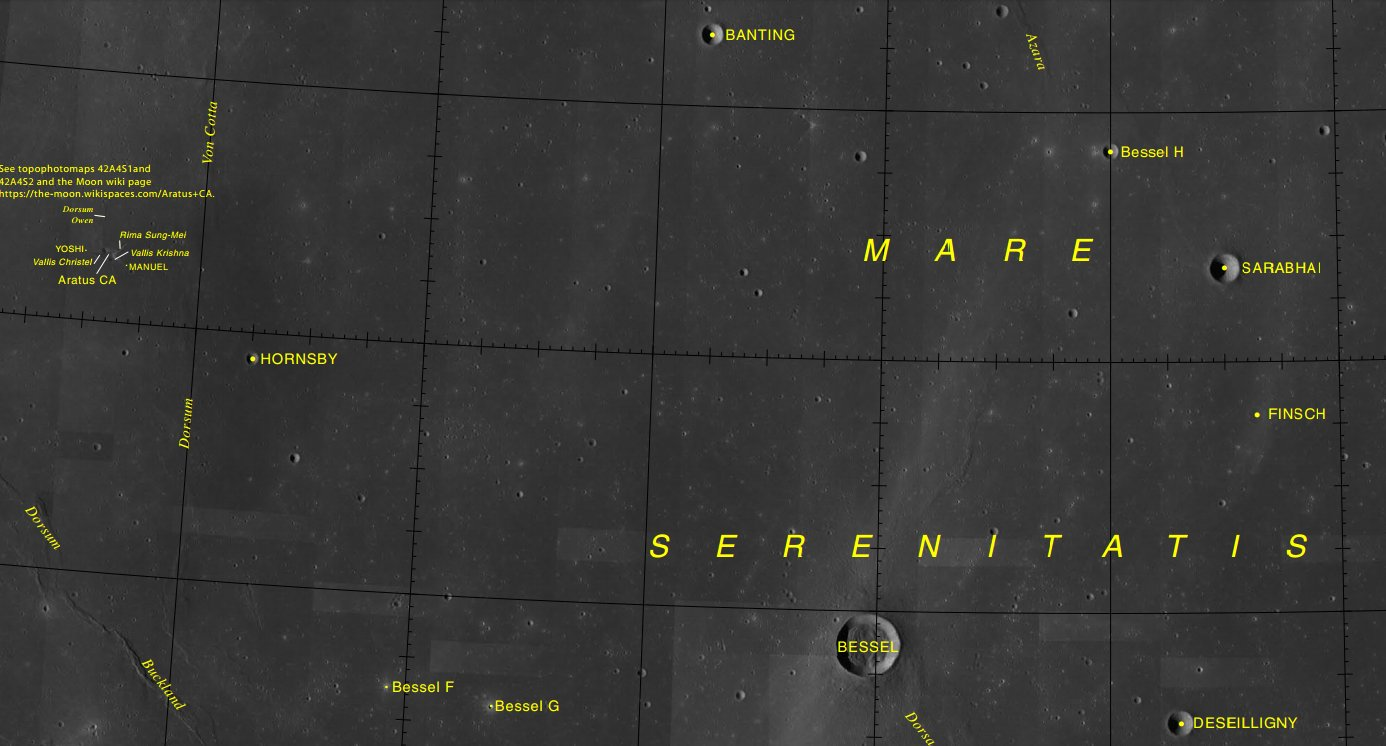
Localització de Hornsby (centre esquerra de la imatge)

Al nord-nord-oest apareix Linné, un cràter notable per la seva faldilla amb material ejectat d'alt albedo. A l'oest de Hornsby es troba la carena anomenada Dorsum Von Cotta.